# Козаккен Бойз
«Козаккен Бойз» (нід. Kozakken Boys) — нідерландський футбольний клуб з міста Веркендам.
Створений як «Steeds Voorwaarts Werkendam» (SVW) у 1932 році, клуб отримав свою нинішню назву в 1935 році. «Козаккен Бойз» був названий на честь донських козаків, які звільнили Веркендам від французької окупації в 1813 році. Один із найвидатніших аматорських клубів у Нідерландах, у 2010-х роках клуб піднявся до вищих дивізіонів нідерландського футболу, досягнувши підвищення до третього дивізіону Tweede Divisie у 2016 році. «Козаккен Бойз» шість разів вигравали вищий аматорський дивізіон для суботніх клубів: у 1985, 1991, 1992, 1993 роках, 1995 та 2015.
З 2001 року клуб виступає на своїй нинішній домашній арені «Де Цвааєр». Раніше «Козаккен Бойз» грали на стадіоні «Козаккенстоп», а з 1959 по 2001 рік — на стадіоні «Де Вірлаан».